# NGC 6436
NGC 6436 (другие обозначения — UGC 10951, MCG 10-25-82, ZWG 300.60, PGC 60695) — спиральная галактика (Sc) в созвездии Дракон.
Этот объект входит в число перечисленных в оригинальной редакции «Нового общего каталога».